# Diocesi di Pergamo

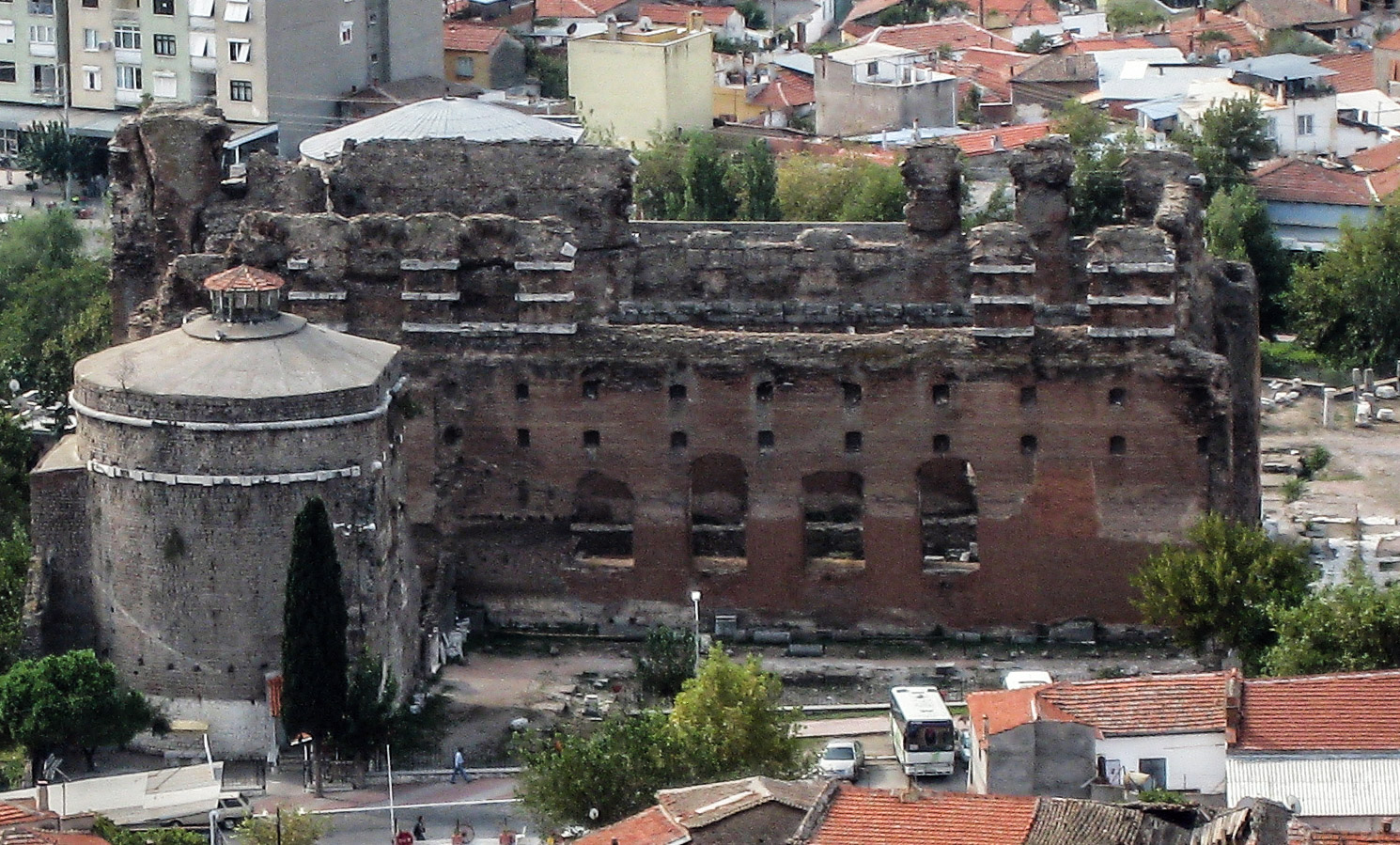
La cosiddetta Basilica rossa di Pergamo, antico edificio pagano convertito in basilica cristiana.

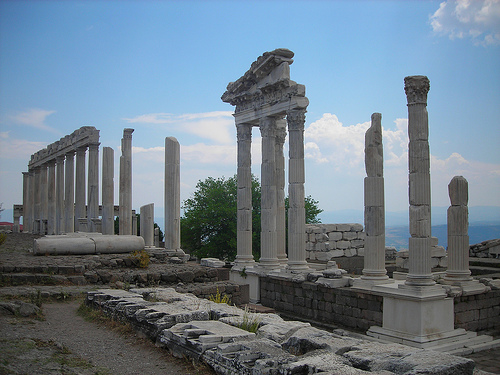
Tempio di Traiano a Pergamo.

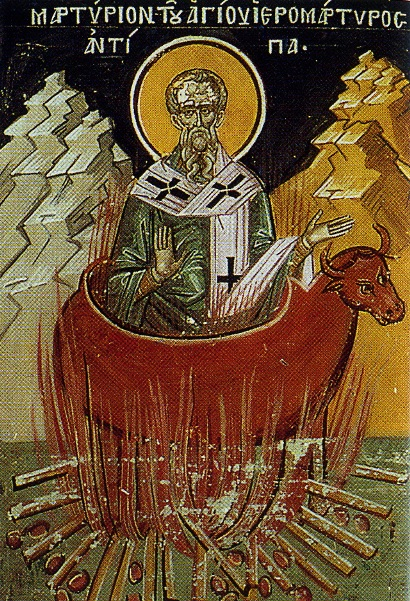
Il martirio di sant'Antipa.

La diocesi di Pergamo (in latino Dioecesis Pergamena) è una sede soppressa del patriarcato di Costantinopoli e una sede titolare della Chiesa cattolica.

## Storia
Pergamo, vicino alla moderna città di Bergama in Turchia, è un'antica sede episcopale della provincia romana di Asia nella diocesi civile omonima. Faceva parte del patriarcato di Costantinopoli ed era suffraganea dell'arcidiocesi di Efeso.
Pergamo fu sede di un'antica comunità cristiana, che risale agli albori del cristianesimo. Secondo la tradizione cristiana il primo vescovo fu san Caio, identificato a volte con il personaggio posto dall'apostolo Giovanni a guida dell'anonima comunità a cui è indirizzata la sua terza lettera (1-8), e che si vuole identificare anche con il Gaio citato nella lettera ai Romani (16,23) o con Gaio di Derbe menzionato negli Atti degli Apostoli (20,4).
Nel libro dell'Apocalisse la chiesa di Pergamo è una delle Sette Chiese dell'Asia a cui si rivolge l'apostolo Giovanni, per mettere in guardia contro le false dottrine che vi sono diffuse. Segno questo della vitalità ecclesiale e teologica della comunità di Pergamo alla fine del I secolo. Lo stesso testo dell'Apocalisse menziona Antipa, ricordato da Giovanni come il mio fedele testimone, messo a morte nella vostra città, dimora di satana (2,13).
Il Menologio greco, alla data del 13 ottobre, ricorda il martire Carpo, morto all'epoca delle persecuzioni sotto l'imperatore Decio. Diversi sono i vescovi di Pergamo noti grazie alle fonti letterarie e sigillografiche; molti di questi presero parte ai concili ecumenici e alle altre grandi assisi di vescovi del patriarcato, mentre altri sono conosciuti grazie alla scoperta dei loro sigilli episcopali.
La diocesi è documentata nelle Notitiae Episcopatuum del patriarcato di Costantinopoli fino al XIV secolo. A partire dal XIII secolo la diocesi passò al rango di arcidiocesi autocefala, documentata nel 1250, e poi a quello di sede metropolitana, attestata per la prima volta nel 1304. Dopo che il territorio venne occupato prima dai Turchi selgiuchidi (1310) e poi dagli Ottomani (1341), la metropolia fu retrocessa al rango di semplice diocesi (1387). Quando Tamerlano distrusse la città nel 1402, la diocesi fu di fatto soppressa e il suo territorio annesso a quello della metropolia di Efeso.
Il 19 febbraio 1922 il patriarca di Costantinopoli ristabilì le sedi di Pergamo e di Adramittio, unite con il nome di «metropolia di Pergamo e Adramittio». Primo e unico titolare di questa sede fu Alexandros Dilanas (1922-1924). Infatti a causa della guerra greco-turca (1919-1922) e dello scambio di popolazioni tra Grecia e Turchia imposto dal trattato di Losanna del 1923, nel territorio della sede metropolitana non ci sono più cristiani ortodossi e di fatto la sede non è più attiva.
Dal XVIII secolo Pergamo è annoverata tra le sedi vescovili titolari della Chiesa cattolica; la sede è vacante dall'8 settembre 1994.

## Cronotassi

### Vescovi greci
- San Caio † (I secolo)
- Sant'Antipa † (I secolo)
- Teodoto † (metà del II secolo)
- San Carpo ? † (metà del III secolo)
- Eusebio † (prima del 341 ? - dopo il 343)[10]
- Draconzio † (menzionato nel 360)[11]
- Barlameno † (menzionato nel 363)[12]
- Filippo † (menzionato nel 431)[13]
- Eutropio † (prima del 449 - dopo il 451)[14]
  - Giovanni † (seconda metà del VI secolo) (vescovo monofisita)[15]
- Amanzio ? † (VI/VII secolo)[16]
- Teodoro † (menzionato nel 680)[17]
- Giorgio † (VII-VIII secolo)[18]
- Basilio † (menzionato nel 787)[19]
- Metodio † (menzionato nell'879)[20]
- Giorgio I † (IX-X secolo)[18]
- Andrea † (IX-X secolo)[18]
- Fotos † (X secolo)[18]
- Leone † (X-XI secolo)[18]
- Anonimo † (XI secolo)[21]
- Costantino † (menzionato nel 1167)[22][23]
- Giorgio II † (menzionato nel 1256)[24]
- Arsenio † (1295 - 1316/17 deceduto)[25]
- Antipas † (menzionato nel 1327/28)[26]

### Vescovi titolari
- Johann Leopold von Gudenus † (19 ottobre 1711 - 17 marzo 1713 deceduto)
- Łukasz Jacek Czermiński † (18 marzo 1715 - 1717 deceduto)
- Johann Jakob von Mayr † (5 dicembre 1718 - 7 dicembre 1749 deceduto)
- Karl Michael von Attems † (20 luglio 1750 - 18 aprile 1752 nominato arcivescovo di Gorizia)
- Jakob Johann Joseph Wosky von Bärenstamm † (19 maggio 1753 - 3 dicembre 1771 deceduto)
- Felice Antonio Bianchi † (15 aprile 1776 - 9 agosto 1778 deceduto)
- Josephus Green de Saint-Marsault † (12 luglio 1779 - 2 settembre 1818 deceduto)
- Fabiano Giuseppe Giacomo Luigi Galliani, O.F.M.Cap. † (2 ottobre 1818 - 2 gennaio 1830 deceduto)
- Thomas Patrick Roger Foley † (19 novembre 1869 - 19 febbraio 1879 deceduto)
- Giovanni Battista Nogall † (27 febbraio 1880 - 19 luglio 1899 deceduto)
- Heinrich Vollmar † (9 novembre 1903 - 8 luglio 1915 deceduto)
- Honoré-Paul-Emile Halle † (5 giugno 1916 - 23 giugno 1922 nominato arcivescovo titolare di Cabasa)
- Edward Aleksander Władysław O'Rourke † (21 dicembre 1922 - 2 gennaio 1926 nominato vescovo di Danzica)
- Fabio Berdini † (24 giugno 1926 - 2 marzo 1928 nominato arcivescovo titolare di Traianopoli di Rodope)
- Gioacchino Bonardi † (25 maggio 1928 - 17 gennaio 1941 deceduto)
- Giuseppe De Nicola † (3 ottobre 1941 - 6 settembre 1955 nominato arcivescovo titolare di Roina)
- Pietro Severi † (31 luglio 1957 - 29 novembre 1966 nominato vescovo di Palestrina)
- John Stock † (11 gennaio 1971 - 29 giugno 1972 deceduto)
- John Michael Bilock † (1º marzo 1973 - 8 settembre 1994 deceduto)